# Dusa Mareb
Dusa Mareb (in somalo: Dhuusamareeb, scrittura somala: 𐒊𐒓𐒈𐒖𐒑𐒖𐒇𐒜𐒁) è una città della Somalia centrale, capoluogo della Regione del Galgudud. Conta 9 006 abitanti secondo le stime del 2007. Dusa Mareb si trova vicino al confine con la regione dell'Etiopia dell'Ogaden, fra le città di Gallacaio e Belet Uen, con cui è connessa attraverso una strada.